# Landion (affluent de l'Armance)
Pour les articles homonymes, voir Landion.
Le Landion est un cours d'eau français coulant dans le département de l'Aube, en région Grand Est, et un affluent de l'Armance, en rive gauche, donc un sous-affluent de la Seine par l'Armançon et l'Yonne.

## Géographie
De 26,1 kilomètres de longueur,, le Landion nait à la limite sud-est de la commune d'Étourvyet, se jette dans l’Armance à l’ouest de la commune de Davrey. Il s'écoule globalement du sud-est vers le nord-ouest.

### Communes et cantons traversés
Dans le seul département de l'Aube, le Landion traverse les huit communes, d'amont vers l'aval, d'Étourvy (source), Chesley, Cussangy, Vallières, Turgy, Vanlay, Avreuil et Davrey (confluence).
Soit en termes de cantons, le Landion prend source dans le canton des Riceys et traverse celui-ci, puis conflue dans le canton d'Aix-en-Othe, le tout dans l'arrondissement de Troyes.

### Bassin versant
Son bassin versant s'étend sur 116 km2. Il est constitué à 77,13 % de « territoires agricoles », à 21,13 % de « forêts et milieux semi-naturels », et à 1,79 % de « territoires artificialisés ».

## Affluents
Le Landion a cinq affluents référencés :
- Ru Colon (rg[note 2]), 3,1 km sur les communes de Vallières et Cussangy[4] ;
- Ru du Chat (rg), 1,9 km sur les communes de Vallières et Cussangy[5] ;
- Ru du Pré Curry, 1 km sur les communes de Turgy, Vallières et Cussangy[6] ;
- Ru d'Avreuil (rg), 5,4 km sur la commune de Vanlay[7] ;
- Ru du Laps (rg), 4,1 km sur les communes de Vanlay et Davrey[8].

### Rang de Strahler
Le rang de Strahler n'a pas pu être vérifié car le SANDRE était indisponible

## Hydrologie
Son régime est dit pluvial océanique comme ceux de l'Aube.

## Aménagements et écologie
Son cours en rencontre les lieux-dits, la Fontaine Saint-Georges, le Moulin, la Fontaine Saint-Blaise, le Moulin du Bas, les Près des Noues, le moulin de Corpeau, le Champ Marin, la ferme du Puisat, la Fontaine du Château Rouge, le moulin des Lames, le Château à Avreuil, le pont de l'iliate.